# Leucophlebia edentata
Leucophlebia edentata är en fjärilsart som beskrevs av Rothschild och Jordan 1916. Leucophlebia edentata ingår i släktet Leucophlebia och familjen svärmare. Inga underarter finns listade i Catalogue of Life.